# 미국의 소리
미국의 소리(영어: Voice of America 보이스 오브 아메리카[*], 약칭 VOA)는 전 세계를 상대로 방송하는 미국 정부 국영 국제방송으로서 라디오 및 텔레비전 프로그램을 송출하고 있다. 제2차 세계 대전 중이던 1942년 2월 1일에 독일어로 첫 방송을 시작했다. 독일어 방송을 뒤이어 이탈리아어, 프랑스어, 영어 방송이 시작되고, 한국어 방송도 개시하였다. 현재 47개 언어로 인터넷 신문, 라디오, 텔레비전의 메체로 방송되고 있다.
2025년 3월 16일 트럼프 2기 행정부 당시 미국 정부효율부의 방송국 해체에 의해 개국 이후 약 83년 1개월 만에 방송이 중지되었다. 또 직원 대다수가 해고되는 등 폐국 위기를 겪고 있다. 이후 친트럼프 성향 우파 매체 '원아메리카뉴스(OAN)' 네트워크와 제휴하기로 했다.

## 현용 방송 언어
미국의 소리 홈페이지는 총 48가지 언어를 지원하고 있다. (아래의 별표는 라디오 방송을, "+" 텔레비전 그림은 TV방송도 함을 뜻한다.)
- 한국어 *
- 관화 * +
- 광동어 * +
- 다리 페르시아어 * +
- 라오어 *
- 러시아어 +
- 키룬디어 *
- 링갈라어 *
- 로힝야어 *
- 마케도니아어 +
- 밤바라어 *
- 버마어 * +
- 베트남어 * +
- 벵골어 * +
- 보스니아어 +
- 상고어 *
- 세르비아어 +
- 소말리어 *
- 쇼나어 *
- 스와힐리어 *
- 스페인어 * +
- 아르메니아어 +
- 아이티 크레올어 *
- 아제르바이잔어 +
- 알바니아어 * +
- 암하라어 *
- 영어 * +
- 오로모어 *
- 우르두어 * +
- 우즈베크어 * +
- 우크라이나어 +
- 월로프어
- 은데벨레어 *
- 인도네시아어 * +
- 조지아어 *
- 쿠르드어 *
- 크메르어 * +
- 키냐르완다어 *
- 태국어 *
- 튀르키예어 +
- 티그리냐어 *
- 티베트어 * +
- 파슈토어 +
- 페르시아어 * +
- 포르투갈어 *
- 프랑스어 * +
- 필리핀어 *
- 하우사어 *

## 한국어 방송
미국의 소리 한국어 방송은 1942년 8월 29일 이승만의 제안으로 첫 방송을 시작했다. 미국의 소리 한국어 방송은 8.15광복, 6.25전쟁 등 한반도의 격변기에 사실을 있는 그대로 전달하기 위해 노력하였고, 대한민국과 조선민주주의인민공화국의 대치 상태인 지금도 그러하다. 일제강점기에는 독립 운동을 목적으로 미국의 소리 한국어 방송을 몰래 듣다가 옥고를 치른 방송인들이 있었다. 이 사건을 단파 방송 밀청 사건이라고 한다. 미국의 소리 한국어 방송의 주 청취 대상은 한반도에 거주하는 주민, 중국에 사는 조선족, 재일 한국인 등을 모두 포함한다.

### 주파수 및 시간표
매일 7시간 방송이며 2009년 1월 1일부터는 서울 극동방송을 통해 송신 장비를 AM 1188 kHz로 재송출된다. 최신 주파수는 여기에서 확인할 수 있다. 평일 주요 프로그램은 아래와 같으며, 주말 및 상세 시간표는 여기에서 확인할 수 있다.(2024년 11월 기준)
| 방송      | 한국 표준시 | 중파 주파수                     | 단파 주파수            | 주요 프로그램 (평일)                     |
| 아침 방송 | 02:00~03:00 | 1566 kHz (제주 극동방송 재송출) |                        | 출발 뉴스 쇼 (02:06~02:53)               |
| 아침 방송 | 04:00~05:00 |                                 | 7465, 9575, 9800 kHz   | 생방송 여기는 워싱턴입니다 (04:06~04:59) |
| 아침 방송 | 05:00~06:00 |                                 | 7465, 9575, 9800 kHz   | 워싱턴 뉴스 광장 (05:05~05:53)           |
| 저녁 방송 | 20:00~21:00 | 1188 kHz (서울 극동방송 재송출) |                        | VOA 뉴스 투데이 1부 (20:06~20:59)        |
| 저녁 방송 | 21:00~22:00 | 1188 kHz (서울 극동방송 재송출) | 9490, 11510, 11570 kHz | VOA 뉴스 투데이 2부 (21:05~21:59)        |
| 저녁 방송 | 22:00~23:00 | 1188 kHz (서울 극동방송 재송출) | 7465, 9800, 11570 kHz  | 생방송 여기는 워싱턴입니다 (22:05~22:59) |
| 저녁 방송 | 23:00~24:00 | 1188 kHz (서울 극동방송 재송출) | 7465, 9800, 11570 kHz  | VOA 뉴스 투데이 3부 (23:05~23:53)        |

## 역사
- 1942년 2월 24일 미국의 소리 개국(독일어 방송).
- 1942년 8월 29일 미국의 소리 한국어 방송 개국.
- 1942년 12월 단파 방송 밀청 사건 발생.
- 2002년 3월 4일 웹사이트 개설.
- 2014년 7월 1일 아시아 지역 영어 방송 단파송출 전면 폐지
- 2025년 3월 16일 미국 정부에 의해 방송 중지

## 같이 보기
- 단파 방송 밀청 사건